# Detonator (album)
| Recensione | Giudizio |
| ---------- | -------- |
| AllMusic   |          |

Detonator è il quinto album in studio del gruppo musicale statunitense Ratt, pubblicato il 21 agosto 1990 dalla Atlantic Records.

## Tracce
1. Intro to Shame – 0:55 (Warren DeMartini)
2. Shame Shame Shame – 4:32 (Stephen Pearcy, DeMartini, Desmond Child)
3. Lovin' You's a Dirty Job – 3:14 (Pearcy, DeMartini, Juan Croucier, Child)
4. Scratch That Itch – 3:16 (Pearcy, Croucier, Child)
5. One Step Away – 4:50 (Pearcy, DeMartini, Croucier, Bobby Blotzer, Child)
6. Hard Time – 3:46 (Pearcy, DeMartini, Child)
7. Heads I Win, Tails You Lose – 3:59 (Pearcy, DeMartini, Child)
8. All or Nothing – 4:14 (Pearcy, Robbin Crosby, DeMartini, Terry Kilgore, Child)
9. Can't Wait on Love – 4:04 (Pearcy, Crosby, DeMartini, Croucier, Blotzer, Child)
10. Givin' Yourself Away – 5:26 (Pearcy, Diane Warren, Child)
11. Top Secret – 3:49 (Pearcy, DeMartini, Child)

## Singoli
- Shame Shame Shame (1990)
- Lovin' You's a Dirty Job (1990)
- Givin' Yourself Away (1991)

## Formazione
Gruppo
- Stephen Pearcy – voce
- Robbin Crosby – chitarra, cori
- Warren DeMartini – chitarra, cori
- Juan Croucier – basso, cori
- Bobby Blotzer – batteria

Altri musicisti
- Jon Bon Jovi – cori (traccia 7)
- Myriam Valle – cori (traccia 8)
- Myriam Valle, Desmond Child – cori aggiuntivi
- Steve Deutsch – sintetizzatori
- David Garfield – tastiere

Produzione
- Sir Arthur Payson – produzione, ingegneria del suono
- Desmond Child – produzione esecutiva
- Mike Shipley – missaggio
- Bob Ludwig – mastering

## Classifiche
| Classifica (1990) | Posizione massima |
| ----------------- | ----------------- |
| Finlandia         | 36                |
| Regno Unito       | 55                |
| Stati Uniti       | 23                |